# Herb gminy Tanum

Herb gminy Tanum

Herb gminy Tanum przedstawia tarczę dzieloną poziomo w kolorach złotym i czerwonym. W obydwu polach znajdują się przedstawienia wizerunków z rytów naskalnych: czerwony w polu górnym (człowiek orzący pole pługiem zaprzęgniętym w dwa woły) i złoty w polu dolnym (łódź).
Obie figury są częstymi elementami występującymi w prahistorycznych rytach naskalnych w południowej Skandynawii.